# Тарзанова кућа на дрвету
Тарзанова кућа на дрвету (енгл. Tarzan's Treehouse) једна је од атракција забавног парка Дизниленда. Атракција се састоји од великог дрвета у којем је према Дизнијевој легенди Тарзан пронашао склониште.
Отворена је 23. јуна 1999. године у Дизниланд Калифорнији и 12. септембра 2005. у Дизниленду Хонг Конг.

## Дизниленд
- назив: Тарзанова кућа на дрвету
- датум: 23. јун 1999.
- висина: 28 метара
- број вештачког лишћа: 306 000

## Дизниленд Хонг Конг
- назив: Тарзанова кућа на дрвету
- датум:12. септембар 2005.
- висина: 19 метара
- број вештачког лишћа: 300 000[2]